# Silverton (Texas)
Silverton település az Amerikai Egyesült Államok Texas államában, Briscoe megyében, melynek megyeszékhelye is. Lakosainak száma 629 fő (2020. április 1.).

## Népesség
A település népességének változása:

| 2010 | 731 |
| 2020 | 629 |